# کاباره تهران
کاباره تهران اولین کاباره و مرکز اجرای موسیقی ایرانی در شهر لس آنجلس، ایالات متحده آمریکا است.
این کاباره در سال ۱۳۵۵ توسط احمد مسعود مخصوص ایرانیان مقیم لس آنجلس و همین‌طور آشنایی مشتریان آمریکایی با موسیقی، غذا و فرهنگی مردم ایران افتتاح شد، کاباره تهران تاکنون میزبان موسیقی‌دانان و خوانندگانی همچون اردشیر فرح، منوچهر چشم‌آذر، شاهرخ، ویگن، ستار، هایده، شهرام شب‌پره، معین، حمیرا، جهان، سیاوش قمیشی و رامش بوده‌است.